# Шестернин, Евгений Анатольевич
Евге́ний Анато́льевич Шестернин (род. 9 августа 1959 года) — российский политический и общественный деятель. Бывший глава Бердска Новосибирской области.

## Биография
Окончил Егорьевское училище гражданской авиации по распределению попал на новосибирское предприятие, где летал на вертолете МИ-2. С 1981 по 1983 годы работал борттехником в Новосибирском авиационном учебном центре. Затем трудился на заводе «Экран» в должности машиниста холодильных установок.
С 1987 года занимался общественной деятельностью в комсомольской молодежной бригаде. Был секретарем райкома комсомола, а затем и обкома комсомола.
В 1990 году окончил Новосибирский электротехнический институт, после чего 13 лет работал в администрации Заельцовского района, сначала заведующим отделом социально-экономического развития и новых форм хозяйствования, позже — заместителем главы района, курировал вопросы экономики и потребительского рынка.
28 апреля 2007 года назначен заместителем начальника департамента промышленности, инноваций и предпринимательства мэрии Новосибирска, начальником управления потребительского рынка мэрии. В 2010 году назначен главой Заельцовского района. После объединения нескольких районов города стал заместителем главы Центрального округа Новосибирска.
26 ноября 2015 года был избран Советом депутатов города Главой города Бердска. Полномочия главы города прекращены 30 сентября 2022 года в связи с отставкой по собственному желанию.
С октября 2022 года — Министр природных ресурсов и экологии Новосибирской области